# Gary Werntz
Gary Werntz est un acteur américain.

## Biographie
- Taille : 1,98 m.
- Il est le mari de la réalisatrice Mimi Leder.
- Sa fille est l'actrice Hannah Werntz, née en 1986.
- Son beau-père est Paul Leder.
- Son beau-frère est le scénariste, producteur et réalisateur Reuben Leder.

## Filmographie

### En tant qu'acteur
- 2006 : Vanished : un tueur
- 2004 : New York, unité spéciale (Law & Order: Special Victims Unit) : juge (série télévisée - Conscience épisode 6 saison 6)
- 2002 - 2003 : John Doe : L'homme au manteau (série télévisée - 5 épisodes saison unique)
- 2002 : Firefly : le patron (série télévisée - Safe épisode 7 saison 1)
- 2001 : The Beast : Harry (série télévisée - 5 épisodes)
- 2001 : Rennie's Landing de Marc Fusco : Mr. Johnson
- 2000 : Un monde meilleur (Pay It Forward) de Mimi Leder : Mr. Thorsen
- 1998 : Deep Impact de Mimi Leder : Chuck Hotchner
- 1997 : Le Pacificateur de Mimi Leder : Terry Hamilton
- 1996 : Frame-Up II : The Cover-Up de Paul Leder
- 1994 :
  - Le Silence de l'innocent (The Innocent) de Mimi Leder : Bates (TV Film)
  - Dragstrip Girl de Mary Lambert : McCarthy (TV Film)
  - Molly et Gina de Paul Leder
  - Baby Brockers de Mimi Leder : Dick Plager TV Film
- 1993 :
  - À la recherche de mon fils (There Was a Little Boy) de Mimi Leder : Jack (TV Film)
  - Star Trek : La Nouvelle Génération (Star Trek : The Next Generation) : Mavek (série télévisée - État d'esprit Frame of Mind épisode 21 saison 6)
  - Marked for Murder de Mimi Leder : Lynch (TV Film)
- 1993 : The Baby Doll Murders de Paul Leder : Dr. Michael Rhodes
- 1991 :
  - Twenty Dollar Star de Paul Leder : Bartender
  - Ciné maniac (The Art of Dying) de Wings Hauser et Pieter Moleveld : Roscoe
- 1990 : China Beach : Provost Marshal (série télévisée - Phoenix épisode 19 saison 3)
- 1990 : Exiled in America de Paul Leder : Carl Mahler
- 1988 : Simon et Simon (série télévisée - Simon & Simon Jr. épisode 7 saison 8)
- 1987 :
  - La Loi de Los Angeles (L.A. Law) (série télévisée - Goldilocks and the Three Barristers épisode 8 saison 2)
  - Stillwatch de Rod Holcomb (TV Film)
  - Mort ou vif (Wanted: Dead or Alive) de Gary Sherman : Agent
- 1986 :
  - La Loi de Los Angeles (L.A. Law) (série télévisée - Pilot épisode 0 saison 1)
  - Matlock : Trashcan Reed (série télévisée - The Angel épisode 10 saison 1)
  - Kate's Secret de Arthur Allan Seidelman : Clerk (TV Film)
  - Under the Influence de Thomas Carter : Bartender (TV Film)
  - La Loi de Los Angeles de Gregory Hoblit : Sam (TV Film)
  - The Education of Allison Tate de Paul Leder : Sgt. Williams

### En tant que producteur associé
- 1994 : Killing Obsession de Paul Leder